# Alexandre Choron

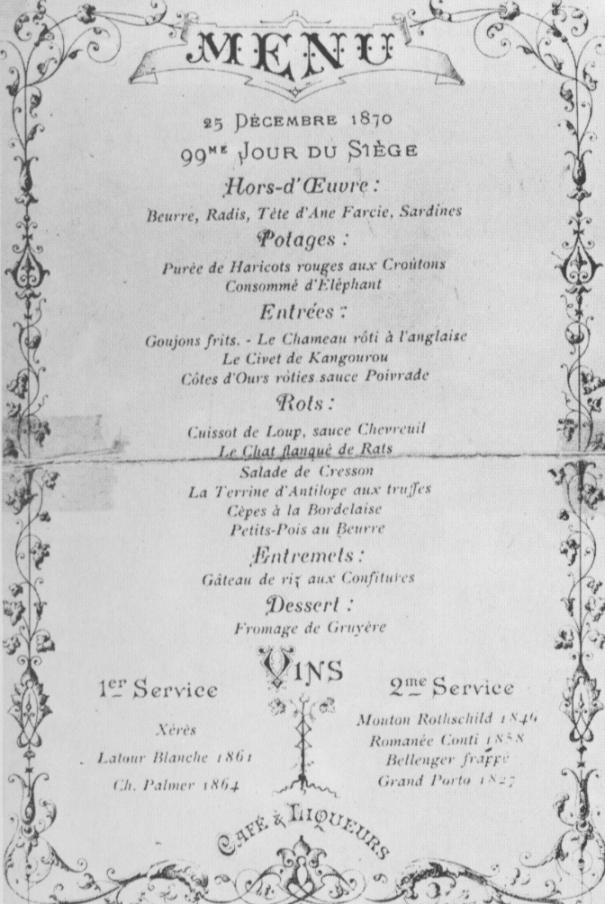
Świąteczne menu przygotowane przez Chorona

Alexandre Étienne Choron (ur. 1837 w Caen, zm. 1924 w Calvados) – francuski mistrz kuchni.
Był szefem kuchni w znanej paryskiej restauracji Voisin, mieszczącej się przy rue Saint Honoré.
W czasie oblężenia Paryża przez armię pruską, które rozpoczęło się we wrześniu 1870 Choron zasłynął z niekonwencjonalnego rozwiązania problemu braku żywności. Część paryżan przyzwyczajona do kuchni wyrafinowanej nie chciała ograniczać swojego menu do kotów i psów, którymi w czasie głodu żywili się najubożsi.
Choron zwrócił uwagę na zwierzęta, żyjące w paryskim zoo, które miały posłużyć do przyrządzenia egzotycznych potraw. W bożonarodzeniowym menu 1870 restauracja Voisin proponowała steki z kangura, antylopę w sosie truflowym, consommé ze słonia, pieczeń z wielbłąda, a także nadziewaną głowę osła. Do potraw podawano wina z piwnic restauracyjnych – Mouton-Rotschild 1846, Romanée-Conti 1858 i Château Palmer 1864. Największą sławę przyniosły restauracji potrawy ze słonia, noszące oryginalne nazwy (Trąba słonia w sosie myśliwskim). Do końca grudnia podawano potrawy z dwóch słoni (Castora i Polluxa) z paryskiego ogrodu zoologicznego. Ostatniego słonia z paryskiego Jardin des Plantes (Ogrodu Botanicznego) zjedzono 13 stycznia 1871, dwa tygodnie przed poddaniem Paryża wojskom pruskim.
Imię Chorona nosi gęsty sos typu bearnaise, zaprawiony przecierem pomidorowym.